# 줄리 앤 해독

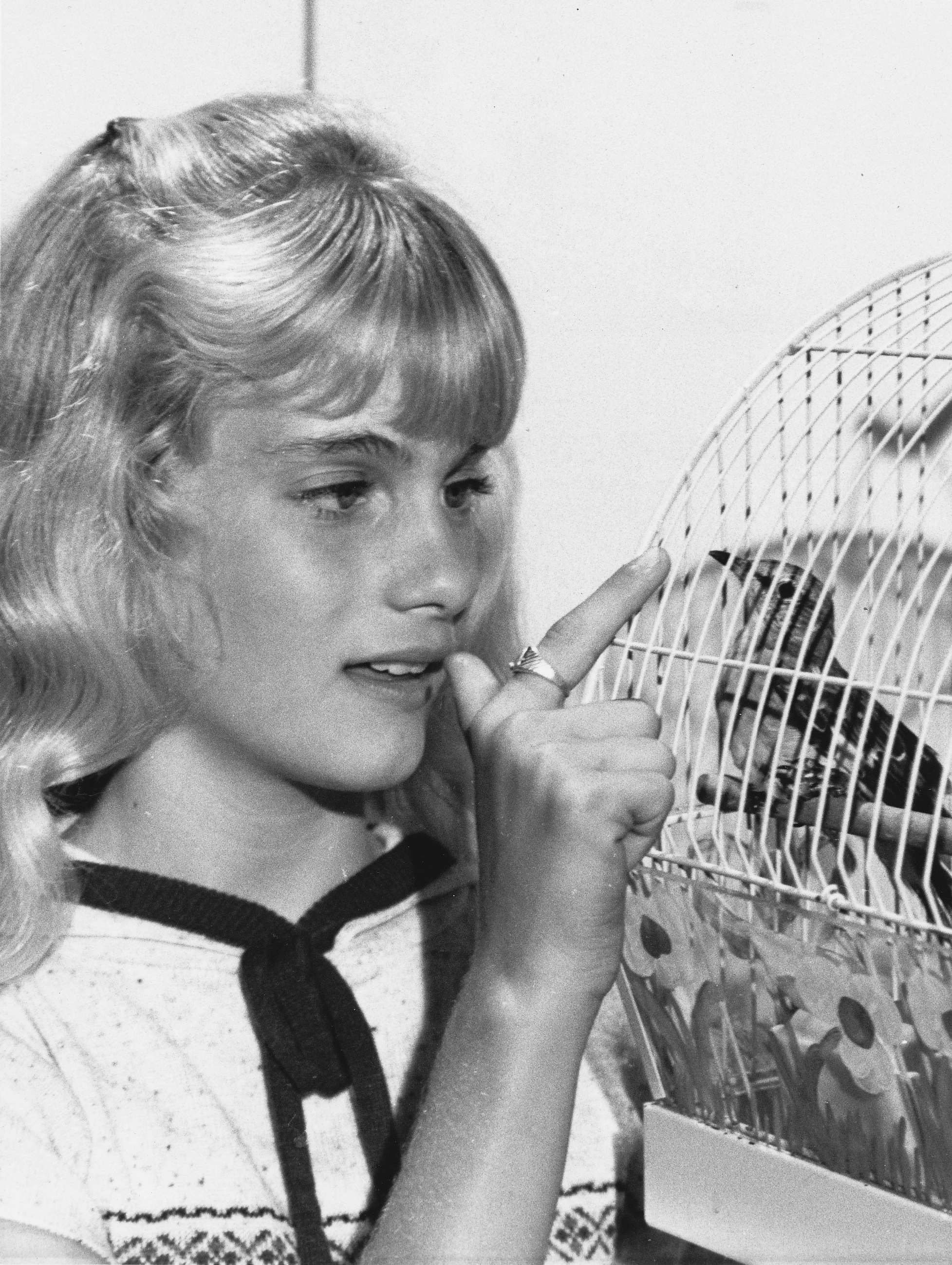

줄리 앤 해독(Julie Anne Haddock, 1965년 4월 3일 ~ )은 미국의 배우, 텔레비전 배우, 영화배우이다.
로스앤젤레스에서 태어났다.

## 영화
- 위대한 산티니 (1979년)